# Jacqueville (Côte d'Ivoire)
Pour les articles homonymes, voir Jacqueville.
Jacqueville est une ville située dans le Sud de la Côte d'Ivoire, dans le district des Lagunes, de la région des Grands-Ponts et chef-lieu du département de même nom. Sa population est estimée à 49 694 habitants en 2021.
Ville proche de la métropole abidjanaise, c'est aujourd'hui[Quand ?] une cité balnéaire très prisée en raison de son désenclavement par la construction du pont Philippe-Yacé.

## Histoire
Cette ville doit son nom[réf. souhaitée] au fait qu'elle est le premier lieu où le drapeau du Royaume-Uni, l'Union Jack, a été la première fois planté, quand les Britanniques ont conquis le pays. Elle s'est développée comme un port négrier puis port colonial français, mais est maintenant principalement un port de pêche et une station balnéaire.

## Géographie
Jacqueville, enclavée sur une bande de terre, a longtemps été isolée du reste du pays par la lagune Ebrié. Elle est désormais desservie par le pont Philippe-Yacé, inauguré le 25 mars 2015.

### Villages
Les 23 villages de Jacqueville et leur population en 2014 sont les suivants :

Taxis-motos à Jacqueville.

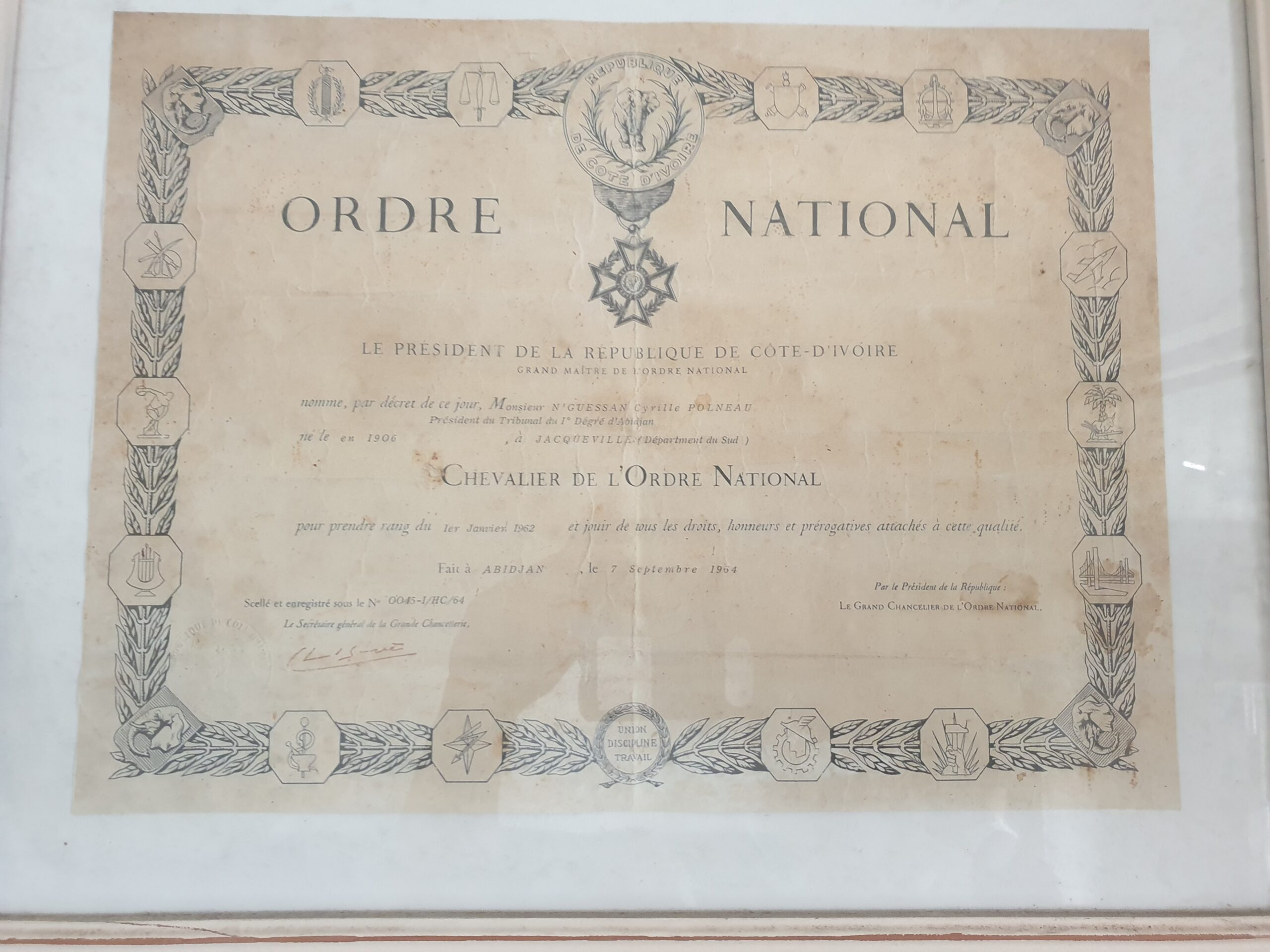

1. Abreby (945)
2. Addah (1 973)
3. Adesse (893)
4. Adjacoutie (400)
5. Adjue (571)
6. Adoukro (194)
7. Adoumangan (860)
8. Ahua (406)
9. Akrou (1 289)
10. Avadivry (233)
11. Avagou (1 695)
12. Bahuama (211)
13. Couve (263)
14. Djace (203)
15. Gbehiri (241)
16. Grand-Jack (2 844)
17. Jacqueville (11 124)
18. Kraffy (231)
19. M'bokrou (336)
20. N'djem (5 165)
21. Niangoussou (200)
22. Sassako-Begnini (1 409)
23. Taboutou (602)

## Personnalités liées à la ville
- Didier Bonaventure Deigna, dit « Pépito », batteur du groupe Magic System, y est mort par noyade le 1er mai 2016 à l'âge de 46 ans[4].
- Philippe Yacé
- Cyrille Polneau, Président du Tribunal de 1er degré Tribunal d'Abidjan
- Honoré Polneau, ambassadeur aux Etats Unis, Angleterre
- Joachim Bony
- Henriette Dagri Diabaté
- À nous les petits, groupe musical